# Canariomys bravoi
Canariomys bravoi is een fors fossiel knaagdier uit het geslacht Canariomys dat gevonden is op Tenerife in de Canarische Eilanden. Er zijn veel overblijfselen bekend uit archeologische opgravingen, voornamelijk uit het Pleistoceen. Mogelijk zijn er ook Holocene vondsten bij. Met behulp van C14-datering zijn enkele vondsten gedateerd als ongeveer 12000 jaar geleden (het laatste Pleistoceen). Er is ook een gemummificeerd exemplaar bekend, wat suggereert dat C. bravoi heeft overleefd tot de menselijke kolonisatie van de eilanden. C. bravoi was een grote rat, die ongeveer een kilogram woog.